# Falémé
El riu Falémé és un curs fluvial de l'Àfrica occidental que corre per Mali i el Senegal, el principal afluent del marge esquerre del riu Senegal que té la seva font en la part nord de Futa Djalon (Guinea), a una altitud de 800 metres. La seva longitud total és de 650 km, drena una conca de 28 900 km² i el seu cabal és d'aproximadament 175 m³/s. El riu és navegable en una secció d'uns 200 km.

## Geografia
El riu Falémé neix, com a riu Tenneh, a Guinea prop de Timbo, a la prefectura de Labé. Discorre en direcció nord i arriba de seguida a la frontera, i a partir d'aquí el riu serà gairebé sempre frontera natural: primer, en un curt tram, entre Guinea, a l'oest, i Mali, a l'est; després, durant un llarg trajecte, entre Mali, a l'est, i el Senegal, a l'oest. Rep el Falémé al començament d'aquest tram fronterer a dos de les seves capçaleres, el Gombo, per la dreta, i al Koila Kabé, per l'esquerra, just abans d'aconseguir la localitat maliana de Satadougou-Tintimba. Segueix avançant en direcció nord fins a arribar a Sainsoutou, on fa un petit bucle i contínua al nord, abandonant la frontera prop de la localitat de Moussala.
S'interna al Senegal i passa per Takoutal i Nayé, on de nou comença un altre tram fronterer entre Mali i el Senegal, aquesta vegada fins a la seva desembocadura. Arriba a Falémé, una petita localitat maliana de 5864 habitants (el 1998), que dona nom al riu i després a Kidira, unint-se finalment, pel marge esquerre, amb el riu Senegal, prop de Aroundou, a uns 30 km aigües amunt de Bakel.

## Economia
Un dipòsit de mineral de ferro de molt alta qualitat, en el qual s'han realitzat prospeccions des de fa alguns anys, sembla molt prometedor. Podria ser explotat durant vint anys, amb una extracció mitjana de 12 milions de tones de mineral de ferro a l'any.

## Història

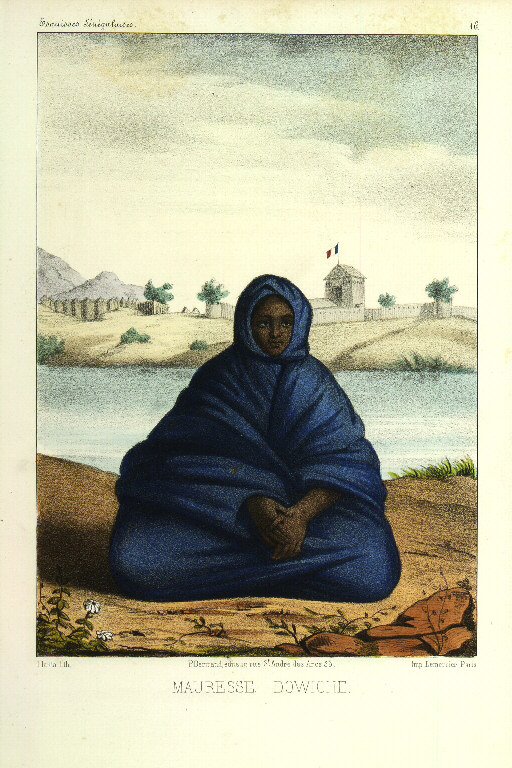
Maure (moro) a la vora del Faleme, amb el fort francès Senoudebou el fons (aquarel·la del abat Boilat, en Esbossos senegalasos, 1853)

A causa de la seva ubicació estratègica, en l'etapa colonial a la vora del riu Falémé es van construir diversos forts.

## Règim hidrològic
El cabal del riu ha estat observat durant 60 anys (1930-89) en la localitat de Kidira, situada a menys de 35 km aigües amunt de la seva confluència amb el riu Senegal. A Kidira, el cabal anual mitjà o mòdul observat durant aquest període va ser de 170 m³/s, amb una conca drenada d'aproximadament 28 900 km², gairebé tota la conca del riu.
La làmina d'aigua que flueix en la conca aconsegueix els 185 mil·límetres per any, la qual cosa pot considerar-se com a abundant en el context de la conca del Senegal.
El Faleme és un riu alimentat bé en mitjana, però molt irregular. Coneix llargs períodes de sequera, amb temps de llit gairebé sec per complet. La mitjana mensual de descàrrega observada al maig (mínim estiatge) va ser solament de 0,5 m³/s (500 litres) o 1500 vegades menor que el cabal mitjà al setembre, la qual cosa reflecteix la seva alta irregularitat estacional. En el període d'observació de 60 anys, el flux mínim mensual va ser de 0 m³/s (riu completament sec), mentre que el flux mensual màxima va ser de 1805 m³/s.

## Cartografia
- Carte du Sénégal, de la Falémé et de la Gambie jusqu'aux limites où ces Rivières ont été explorées, Dressée par le Bºⁿ Brossard de Corbigny, etc., Paris, 1861.